# Karen Joy Fowler
Karen Joy Fowler (Bloomington, Indiana, 7 de fevereiro de 1950) é uma romancista e autora americana. Ela costuma fazer ficção científica, fantasia e ficção literária. Seu trabalho geralmente se concentra na vida das mulheres e no século XIX.
Fowler é mais conhecida por ser a escritora do livro best-seller O Clube de Leitura de Jane Austen. Mais tarde, o livro foi adaptado para um filme de mesmo nome.
Fowler começou a publicar contos em meados da década de 1980. Duas de suas histórias foram Recalling Cinderella (1985) e Artificial Things (1986).
O primeiro romance de Fowler, Sarah Canary (1991), recebeu fortes críticas positivas de críticos de livros e leitores. O romance é sobre várias pessoas que se alienam na América do século 19 enquanto lidam com um primeiro contato peculiar. Um personagem é um chinês-americano. O segundo personagem tem um transtorno mental. A terceira personagem é uma feminista. A última é a própria Sarah.
Fowler mais tarde se juntou ao escritor de ficção científica Pat Murphy para fundar o James Tiptree Jr. Award, o prêmio literário de ficção científica e ficção que "expande e explora nossa compreensão de gênero". O prêmio recebeu o nome da autora de ficção científica Alice Sheldon. Sheldon usou o pseudônimo de James Tiptree Jr. para escrever seus livros. O foco principal do prêmio é reconhecer autores/romancistas, mulheres ou homens, que desafiam e refletem a mudança dos papéis de gênero.
Em 1987, Fowler recebeu o Prêmio Hugo relacionado à sua carreira de escritora.
O segundo romance de Fowler, The Sweetheart Season (1996), é uma comédia romântica misturada com elementos históricos e de fantasia.
A coleção de Fowler de 1998, Black Glass, ganhou o World Fantasy Award. Suas coleções de 2010 O que eu não vi e outras histórias ganharam o mesmo prêmio.
Em 2004, Fowler recebeu o prêmio Nebula por seu pequeno livro What I Didn't See.
Em 2008, Fowler ganhou o Prêmio Nebula pela segunda vez para o Melhor Conto. A vitória de 2008 foi para seu conto de 2007, Always . Outro conto, The Pelican Bar ganhou o Shirley Jackson Award em 2009 e o World Fantasy Award um ano depois.
O romance mais recente de Fowler, We are All Completely Beside Ourselves (2013), ganhou o Prêmio Pen/Faulkner de 2014. Também foi indicado ao Prêmio Nebula de 2014. Posteriormente, foi selecionado com o Prêmio Man Booker de 2014.
Fowler recebeu o World Fantasy Life Achievement Award durante a convenção de 2020.

## Prêmios e homenagens
- Vencedor publicado em 1985 por "Recalling Cinderella", um novo escritor vencedor de conto em L. Ron Hubbard Presents: Writer's of the Future Vol 1 editado por Algis Budrys
- 1998 World Fantasy Award por "Black Glass", uma coleção de contos.
- Prêmio Nebula de 2004 por "O que eu não vi", um conto.
- 2008 Nebula Award por "Always", um conto.
- Prêmio Shirley Jackson de 2009 por "The Pelican Bar", um conto
- 2010 World Fantasy Award por "O que eu não vi e outras histórias", uma coleção de contos.
- 2014 PEN/Faulkner Award for Fiction por "We Are All Completely Beside Ourselves", um romance.
- Vencedor do "Autor Internacional do Ano" do Specsavers National Book Awards 2014 por We Are All Completely Beside Ourselves[8]
- 2017 World Fantasy Award de Melhor Ficção Científica Americana e Fantasia 2016 de Melhor Antologia (indicado)

## Romances
- Sarah Canary (1991) - Romance sobre uma mulher misteriosa em 1873 Pacific Northwest.
- A Guerra das Rosas (1991) - Publicação do livro de capítulos da novela.
- The Sweetheart Season (1996) - Romance de fantasia sobre os Sweetwheat Sweethearts, um time de beisebol feminino de 1947 em Minnesota.
- Sister Noon (2001) - Romance ambientado na década de 1890 em São Francisco.
- The Jane Austen Book Club (2004) - Seis membros de um clube do livro do início do século 21 discutem os livros de Jane Austen.
- Wit's End (Putnam, 2008) - Uma jovem visita sua madrinha, uma das escritoras de mistério de maior sucesso da América.
- We Are All Completely Beside Ourselves (2014 PEN/Faulkner Award for Fiction Winner, A Marian Wood Book/Putnam, 2013, pré-selecionado para o 2014 Man Booker Prize)

## Coleções
- Coisas Artificiais (1986) - Coletânea de 13 contos.
- Visão Periférica (1990) - Coleção de 5 histórias, 1 original. Escolha do Autor Mensal #6
- Cartas de Casa (1991) com Pat Cadigan e Pat Murphy. Coleção de contos de Fowler, Cadigan e Murphy.
- Black Glass (1997) - Coleção de 15 contos, 2 originais. Inclui o conteúdo de Visão Periférica e Cartas de Casa.
- O que não vi e outras histórias (2010) - Coletânea de 12 contos, sendo 1 original.

## Como editora
- MOTA 3: Coragem (2003) - Antologia de ficção curta.
- The James Tiptree Award Anthology 1 (2005) com Debbie Notkin, Pat Murphy e Jeffrey D. Smith . Antologia dos vencedores do James Tiptree, Jr. Award . Publicações Tachyon .
- The James Tiptree Award Anthology 2 (2006) com Debbie Notkin, Pat Murphy e Jeffrey D. Smith. Publicações Tachyon.
- The James Tiptree Award Anthology 3 (2007) com Debbie Notkin, Pat Murphy e Jeffrey D. Smith. Publicações Tachyon.